# 1435
1435 (MCDXXXV) var ett normalår som började en lördag i den julianska kalendern.

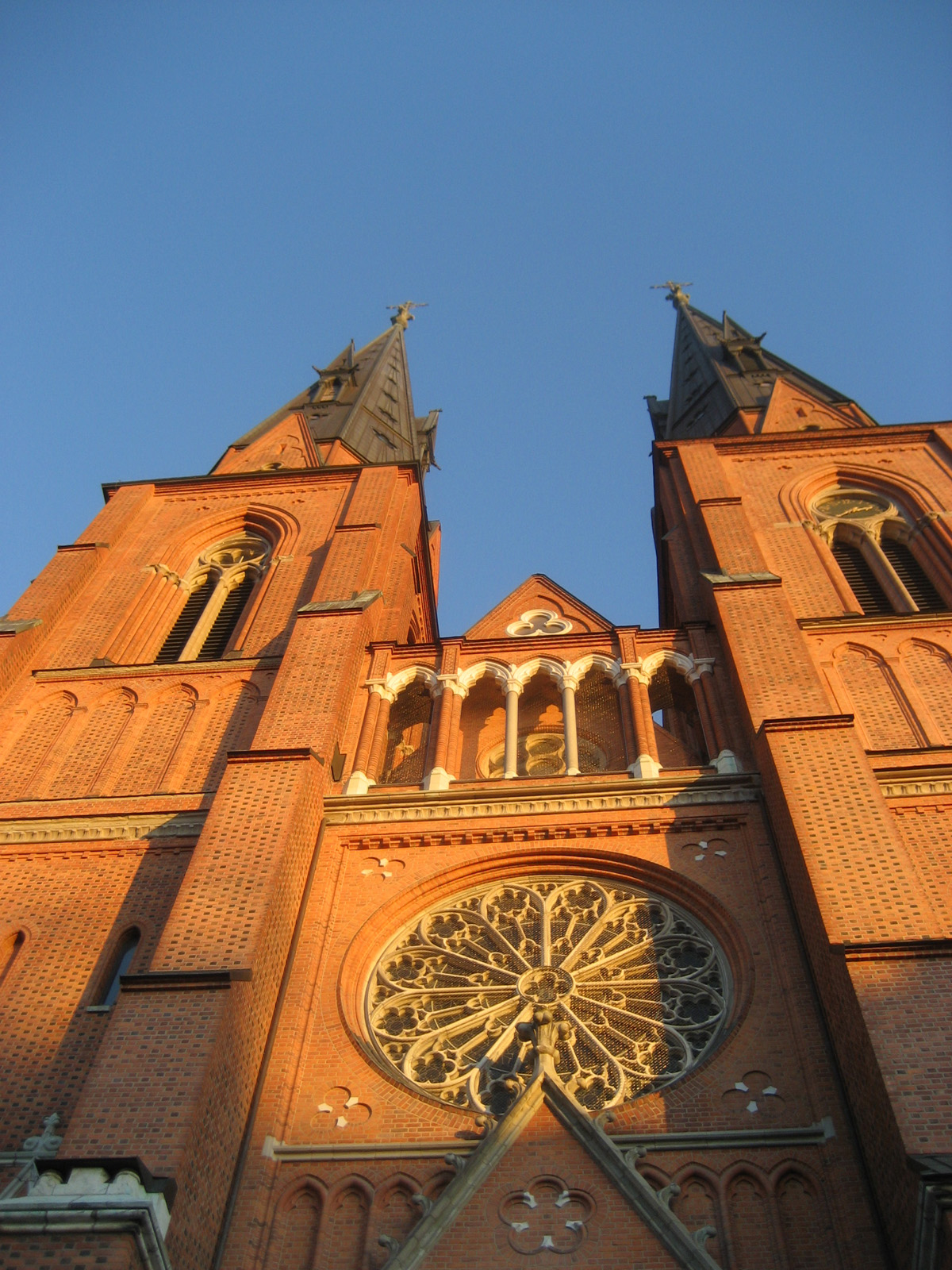
Invigning av Uppsala domkyrka.

## Händelser

### Januari
- 13 januari – Engelbrekt Engelbrektsson utses till svensk rikshövitsman vid ett möte i Arboga, vilket tidigare felaktigt har ansetts som Sveriges första riksdag.

### Februari
- 7 februari – Zhang (kejsarinna) blir Kinas regent fram till 1442.

### Våren
- Våren – En beskickning avgår till Köpenhamn för förhandlingar med kung Erik av Pommern.

### Maj
- 3 maj – Förhandlingarna mellan kung Erik och det svenska rådet avslutas med Halmstadsrecessen. Däri beslutas, att Erik åter skall tas till svensk kung, mot att han följer svenska lagar och accepterar diverse andra eftergifter.

### Juni
- 8 juni – Uppsala domkyrka står färdig och invigs.

### Juli
- 15 och 17 juli – Fred sluts med holsteinarna och hansestäderna i Vordingborg, varvid den 25 år långa konflikten om Schleswig äntligen avslutas.
- Juli – Hansestädernas handelsprivilegier i Norden erkänns.

### Oktober
- 14 oktober – Fred sluts mellan kung Erik och det svenska rådet i Stockholm. Häri erkänns Erik åter som kung av Sverige och lyckas förhandla sig till, att Nyköping, Stockholm och Kalmar undantas från regeln att utlänningar ej får vara slottsherrar.
- Oktober – Karl Knutsson (Bonde) utses till svensk marsk.

### December
- 25 december – Milanos ockupation av Genua upphör.[1]

### Okänt datum
- Vid ett möte i Uppsala är man tveksam till Eriks återtagande, eftersom landslagen förbjuder kungen att sätta utländska herrar på slotten. Om Erik inte accpeterar detta skall man ej återta honom som kung utan bekämpa honom.
- Engelbrekt låter påbörja en kanal från Mälaren till Saltsjön, vilken dock aldrig kommer att färdigställas.
- En staty av Heliga Birgitta invigs i Vadstena kloster. Detta anses vara den främsta, ännu bevarade statyn av henne.
- Frankrike och Burgund försonas i Arras.

## Födda
- 28 oktober – Andrea della Robbia, italiensk skulptör och keramiker.

## Avlidna
- Zheng He, kinesisk amiral och upptäcktsresande.
- Johanna II av Neapel, regerande drottning av Neapel.

### Fotnoter
1. ↑  World Statesmen (läst 6 april 2011)